# Municipio de Pittsfield (Illinois)
El municipio de Pittsfield (en inglés: Pittsfield Township) es un municipio ubicado en el condado de Pike en el estado estadounidense de Illinois. En el año 2010 tenía una población de 4477 habitantes y una densidad poblacional de 45,65 personas por km².

## Geografía
Según la Oficina del Censo de los Estados Unidos, el municipio tiene una superficie total de 98.06 km², de la cual 97.92 km² corresponden a tierra firme y (0.15%) 0.15 km² es agua.

## Demografía
Según el censo de 2010, había 4477 personas residiendo en el municipio de Pittsfield. La densidad de población era de 45,65 hab./km². De los 4477 habitantes, el municipio de Pittsfield estaba compuesto por el 93.39% blancos, el 5.49% eran afroamericanos, el 0.16% eran amerindios, el 0.38% eran asiáticos, el 0.07% eran isleños del Pacífico, el 0.18% eran de otras razas y el 0.34% pertenecían a dos o más razas. Del total de la población el 1.41% eran hispanos o latinos de cualquier raza.